# 1944 (album)
Az 1944 Jamala negyedik stúdióalbuma. 2016. június 10-én jelent meg Európában a Universal Denmark lévén, és 2016. július 10-én az Amerikai Egyesült Államokban a Republic Records által. Az album tartalmazza az „1944” című kislemezt.

## Kislemez
Az „1944” című albumot 2016. február 5-én adták ki. Jamala az ukrán nemzeti válogatás tizennyolc versenyzőjének egyikeként jelent meg az Eurovíziós Dalfesztiválon. Az első elődöntőben, 2016. február 6-án, ahol megnyerte a zsűrit, sikerült továbbjutnia. Február 21-én, a döntőben a második helyezést érte el. Ám győztesként jelentették be, a holtverseny miatt. Ő képviselte Ukrajnát a 2016-os Eurovíziós Dalfesztiválon, a második elődöntőben. A dal az első, amely részt vett az Eurovízión és krími tatár nyelvet tartalmaz. A dallal első helyezést ért el a 2016-os Eurovíziós Dalfesztiválon.

## Számlista

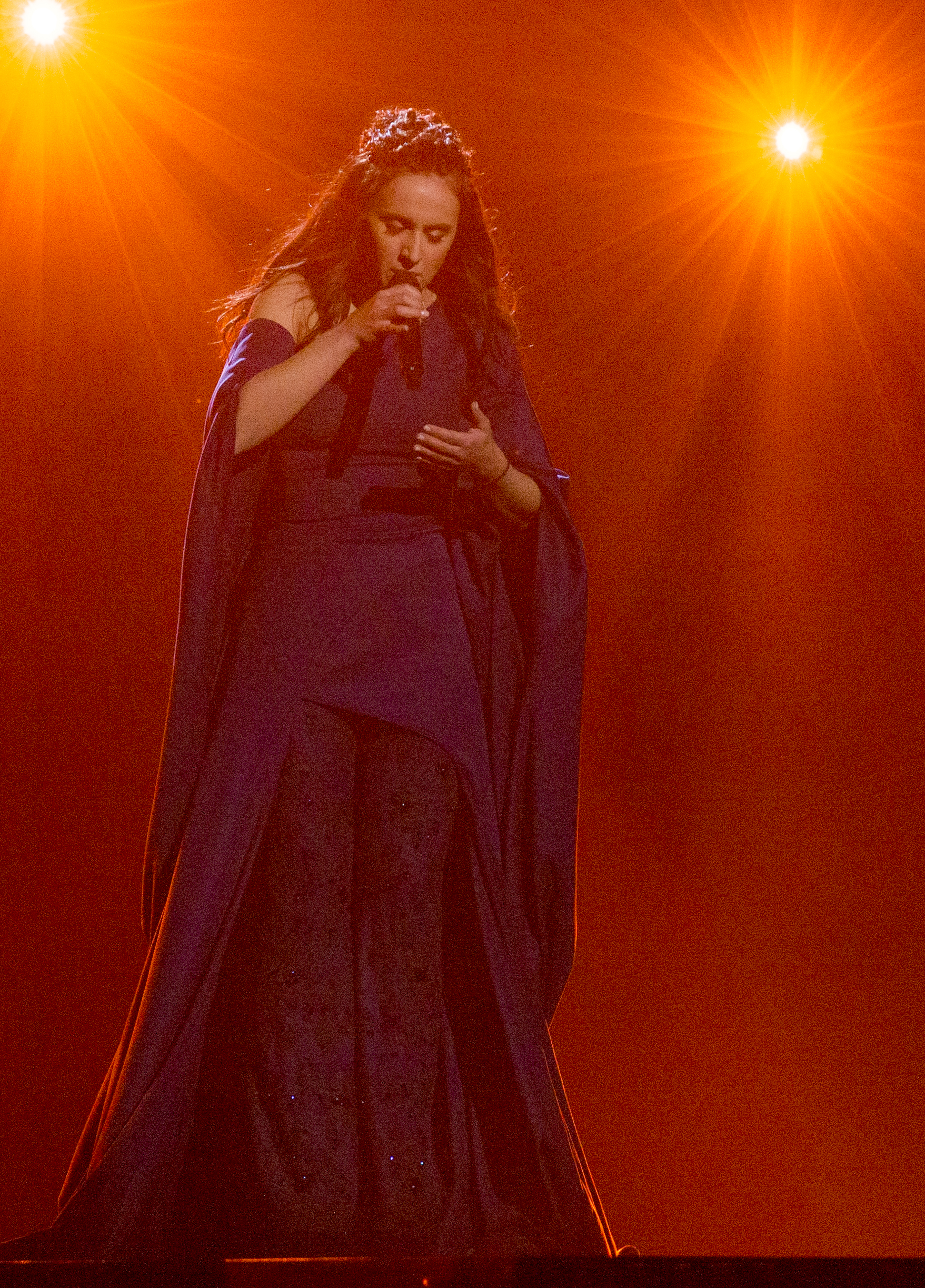
Jamala a 2016-os Eurovíziós Dalfesztiválon.

| 1.    | 1944            | 3:00 |
| 2.    | I'm Like a Bird | 3:33 |
| 3.    | Hate Love       | 3:46 |
| 4.    | Watch Over Me   | 5:47 |
| 5.    | Perfect Man     | 3:45 |
| 6.    | My Lover        | 3:38 |
| 7.    | Drifting Apart  | 3:31 |
| 8.    | You'v Got Me    | 3:24 |
| 9.    | Thank You       | 3:22 |
| 10.   | With My Eyes    | 4:33 |
| 11.   | Way To Home     | 4:26 |
| 12.   | Breath          | 4:29 |
| 48:24 |                 |      |

## Kiadás
| Ország/Kontinens | Dátum            | Kiadó                 | Formátum         |
| ---------------- | ---------------- | --------------------- | ---------------- |
| Európa           | 2016. június 10. | Universal Music Group | Zeneletöltés, CD |
| USA              | 2016. július 10. | Republic Records      | Zeneletöltés, CD |

## Fordítás
- Ez a szócikk részben vagy egészben  a(z)   1944 (album) című angol Wikipédia-szócikk fordításán alapul.  Az eredeti cikk szerkesztőit annak laptörténete sorolja fel. Ez a jelzés csupán a megfogalmazás eredetét és a szerzői jogokat jelzi, nem szolgál a cikkben szereplő információk forrásmegjelöléseként.